# Эшперов, Джумаш Эшперович
Джумаш Эшперович Эшперов — советский хозяйственный и политический деятель.

## Биография
Родился в 1938 году в селе Большевик. Член КПСС.
Окончил Фрунзенский политехнический институт.
В 1962—1963 гг. — механик Кажы-Сайской автобазы.
В 1963—1965 гг. — начальник отдела эксплуатации управления «Автовнештранс».
В 1965—1971 гг. — начальник Тонской автобазы.
В 1971—1975 гг. — начальник Тонской райсельхозтехники.
В 1975—1995 гг. — председатель колхоза имени XXII партсъезда Тонского района Иссык-Кульской области Киргизской ССР.
В 1995—1998 гг. — председатель Кун-Батышского сельсовета.
В 1999—2000 гг. — аким Тонского района.
Избирался народным депутатом Киргизии (1990—1993). Делегат XXVII съезда КПСС.
Умер в 2003 году в Боконбаеве.
Селу Большевик было присвоено название Эшперово в 2006 году.

## Награды
- Орден Трудового Красного Знамени (1985)
- Орден Знак Почёта (1973)